# Josef Kiefel
Josef Kiefel (* 2. Oktober 1909 in Gotzing; † 3. März 1988 in Ost-Berlin) war ein deutscher Oberst des Ministeriums für Staatssicherheit der DDR und von 1953 bis 1960 Leiter der Hauptabteilung II des MfS.

## Leben
Als Arbeiterkind wuchs er in Oberbayern auf. Von 1923 bis 1926 absolvierte er eine Schlosserausbildung und arbeitete anschließend als Bergmann, Maschinist und Straßenarbeiter.
Ab 1927 betätige er sich in verschiedenen Organisationen, wie dem Fabrikarbeiterverband und der Roten Hilfe und wurde 1929 Mitglied der KPD. Nach dem Erstarken der deutschen Nationalsozialisten emigrierte er 1931 in die Sowjetunion. Dort wurde er 1942 in die Rote Armee eingezogen und absolvierte einen Sonderlehrgang des NKWD. Ab 1944 wurde er als Partisan und Agent der Gruppe „Andreas Hofer“, gemeinsam mit Joseph Giefer und dem Funker Rudolf Gyptner, im Hinterland des besetzten Polen eingesetzt. Hierbei wurde er mehrfach verwundet, bevor er sich am 17. Januar 1945 bei Radom der Roten Armee anschließen konnte.
Nach dem Ende des Zweiten Weltkrieges hielt er sich in Moskau auf und kehrte im Juli 1946 nach Deutschland zurück. Dort wurde er in der Sowjetischen Besatzungszone Mitglied der SED und übernahm Funktionärsaufgaben, unter anderem als Instrukteur des SED-Landesvorstandes Sachsen-Anhalt in Halle und Seminarlehrer an der Landesparteischule Wettin. 1947 begann er seine Tätigkeit bei der Deutschen Volkspolizei (DVP) und wurde stellvertretender Leiter des Dezernats „Politische Polizei“ (K 5) im Landeskriminalamt Sachsen-Anhalt in der damaligen Landeshauptstadt Halle (Saale), deren Leitung er ab 1949 übernahm. Ende 1949 wurde er stellvertretender Leiter der Hauptverwaltung zum Schutze der Volkswirtschaft im Land Brandenburg. Der Dienstsitz dieser Länderverwaltung war in Potsdam.
Ab August 1950 wurde er Leiter der Abteilung VIa (Informationsermittlung) des Ministeriums für Staatssicherheit der DDR. 1952 wechselte als Leiter der sogenannten Abteilung II (Westarbeit) und übernahm am 23. November 1953 die Hauptabteilung II, welche für die Spionageabwehr zuständig war. Diese Abteilung leitete er bis zum 13. Februar 1960, zeichnete auch die Verantwortung der Anwerbung des ehemaligen SS-Offiziers und Agenten der Organisation Gehlen (OG) Hans Sommer im Sommer 1954 als Informant, welcher die Namen von etwa 800 Agenten der OG in der DDR verriet. Ein weiterer spektakulärer Vorgang während seiner Dienstzeit war die Flucht des MfS-Agenten Hans Wax in die DDR.
Beim Aufstand vom 17. Juni 1953 wurde Kiefel schwer am Kopf verletzt. Er wurde daraufhin in den folgenden Jahren nicht mehr vollständig diensttauglich angesehen und 1960 als Leiter der Spionageabwehr abgesetzt. Stasi-Chef Erich Mielke und der Leiter der übergeordneten Hauptverwaltung A (HVA) Markus Wolf wollten sich jedoch nicht ohne weiteres von ihm trennen. In einem einmaligen Vorgang innerhalb des MfS wurde extra für Kiefel die Abteilung XXI mit dem Aufgabenbereichen „Bekämpfung westlicher Agentenzentralen“ und „Innere Sicherheit“ gebildet, deren Leitung er übertragen bekam. Nach seiner endgültigen Pensionierung 1970 wurde diese Sonderabteilung wieder aufgelöst und dessen Aufgabenbereiche dem Büro der Leitung des MfS übertragen.

## Ehrungen
- 1954 Vaterländischer Verdienstorden in Silber
- 1969 Vaterländischer Verdienstorden in Gold
- 1984 Karl-Marx-Orden
- 1985 Medaille „40. Jahrestag des Sieges im Großen Vaterländischen Krieg 1941–1945“[2]